# Michał Kazimierz Pac

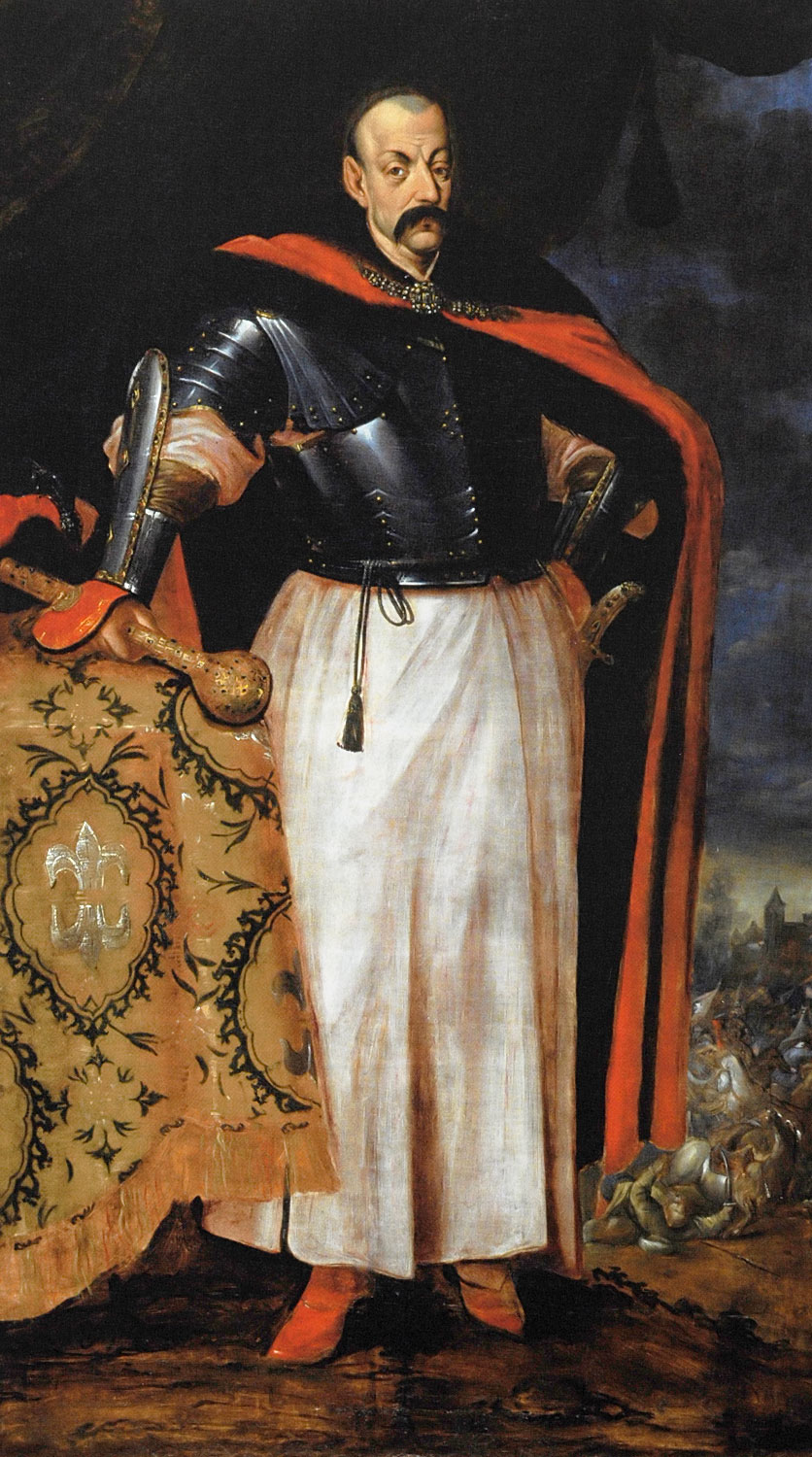
Michał Kazimierz Pac

Michał Kazimierz Pac herbu Gozdawa (ur. ok. 1624, zm. 4 kwietnia 1682 w Wace pod Wilnem) – hetman polny litewski w latach 1663–1667 i hetman wielki litewski w latach 1667–1682, wojewoda wileński od 1669, kasztelan wileński w latach 1667–1669, ekonom mohylewski w latach 1664–1682. 

## Życiorys
Uczestniczył za panowania króla Jana Kazimierza w wojnach 
ze wszystkimi wrogami Rzeczypospolitej. W 1649 odznaczył się w walkach przeciwko Chmielnickiemu. W 1658 mianowany pułkownikiem królewskim, w 1659 cześnikiem wielkim litewskim, a następnie oboźnym wielkim litewskim i regimentarzem wojsk koronnych. Podczas potopu prowadził kampanię w Kurlandii przeciwko Szwedom. W 1663 stłumił bunt żołnierzy, którzy doprowadzili do śmierci hetmana polnego litewskiego Wincentego Gosiewskiego. Między innymi dzięki temu w tymże roku otrzymał urząd wojewody smoleńskiego i buławę hetmańską po Gosiewskim.

Na początku 1664 roku wziął udział w prowadzonej przez króla Wyprawie zadnieprzańskiej oraz podjął samodzielne działania militarne przeciwko Rosjanom okupującym Litwę odnosząc w czerwcu zwycięstwo w bitwie pod Witebskiem oraz walcząc pod Szkłowem. 
W czasie rokoszu Lubomirskiego stanął po stronie króla Jana Kazimierza, lecz w czasie bitwy pod Mątwami nie wziął udziału w boju. Mimo to wkrótce (1667) uzyskał buławę hetmana wielkiego litewskiego.
Na sejmie abdykacyjnym 16 września 1668 roku podpisał akt potwierdzający abdykację Jana II Kazimierza Wazy. Był członkiem konfederacji generalnej zawiązanej 5 listopada 1668 roku na sejmie konwokacyjnym. Po abdykacji Jana II Kazimierza Wazy w 1668 roku, popierał kandydaturę do polskiej korony carewicza Fiodora, zwolennik razem z Sobieskim stronnictwa profrancuskiego popierającego kandydaturę księcia d'Enghien do tronu polskiego, jednak w 1668 stał na Litwie na czele stronnictwa szlacheckiego popierającego Michała Korybuta Wiśniowieckiego. Był elektorem Michała Korybuta Wiśniowieckiego w 1669 roku z województwa wileńskiego, podpisał jego pacta conventa. W 1669 roku objął prestiżowy urząd wojewody wileńskiego i za panowania króla Michała Korybuta Wiśniowieckiego miał duży wpływ na rządy w Rzeczypospolitej. Jako hetman przyczynił się do rozbudowy artylerii litewskiej, ale również wydania przepisów regulujących życie wewnętrzne wojska, przepisów dyscyplinarnych i sądowych. Był deputatem z Senatu do Rady Wojennej przy królu w 1673 roku. 
Jego stosunki z Janem Sobieskim były od początku zaostrzone, jako przeciwnika polityki profrancuskiej. Posunął się aż do tego, że pod Dubienką 16 października 1671 roku podczas wojny z Tatarami w latach 1666-1671 rozpuścił wojsko litewskie, aby uniemożliwić kontynuowanie zwycięskiej kampanii Janowi Sobieskiemu, co pośrednio doprowadziło do wojny z Turcją, która wybuchła rok później. Przystąpił do senatorsko-żołnierskiej konfederacji kobryńskiej 1672 roku.
Podczas wyprawy chocimskiej w 1673 wszczął w wojsku litewskim bunt, który o mało nie skończył się odejściem Litwinów. Uczestniczył jednak w zwycięstwie pod Chocimiem, ale zaraz po bitwie odszedł wraz z wojskiem litewskim, nie pozwalając na wykorzystanie owoców zwycięstwa przez Sobieskiego.
Był członkiem konfederacji generalnej zawiązanej 15 stycznia 1674 roku na sejmie konwokacyjnym. W czasie elekcji 1674 roku popierał do korony polskiej cara Rosji Aleksego Michajłowicza. Elektor Jana III Sobieskiego z województwa wileńskiego w 1674 roku, podpisał jego pacta conventa. Po elekcji Sobieskiego prowadził zażartą opozycję, wiążąc się z Carstwem Rosyjskim, Austrią i Brandenburgią. Głównie za jego sprawą nie doszło do skutku planowane przez Sobieskiego wystąpienie przeciw Wielkiemu Elektorowi w związku ze Szwecją celem odzyskania Prus Wschodnich.
Za jego życia (i głównie za sprawą jego ambicji) ród Paców osiągnął szczyty znaczenia, dominując na Litwie i spychając w cień Radziwiłłów i Sapiehów.

## Fundacje
- Wzniósł pałac Paców przy ul. Wielkiej w Wilnie.
- Ufundował Kościół św. Piotra i Pawła w Wilnie na Antokolu. Tam też został pochowany - zgodnie z testamentem, pod schodami wejściowymi kościoła. Na płycie nagrobnej wprawionej w posadzkę wyryto napis Hic iacet peccator (tj. "Tu leży grzesznik"). Na froncie kościoła znajduje się napis Regina Pacis funda nos in pace (dosłownie: "Królowo pokoju umacniaj nas w pokoju", ale napis stanowi także grę słów nawiązującą do nazwiska fundatora).

## Galeria

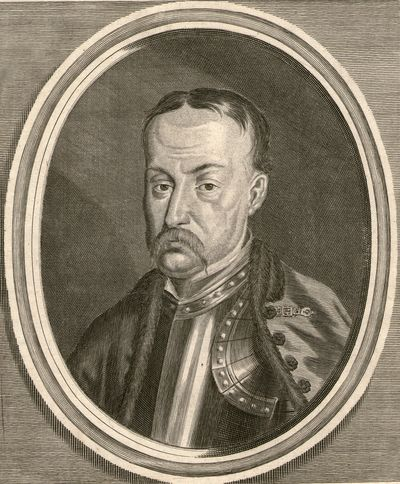
Michał Kazimierz Pac - miedzioryt Johanna Alexandra Bönera
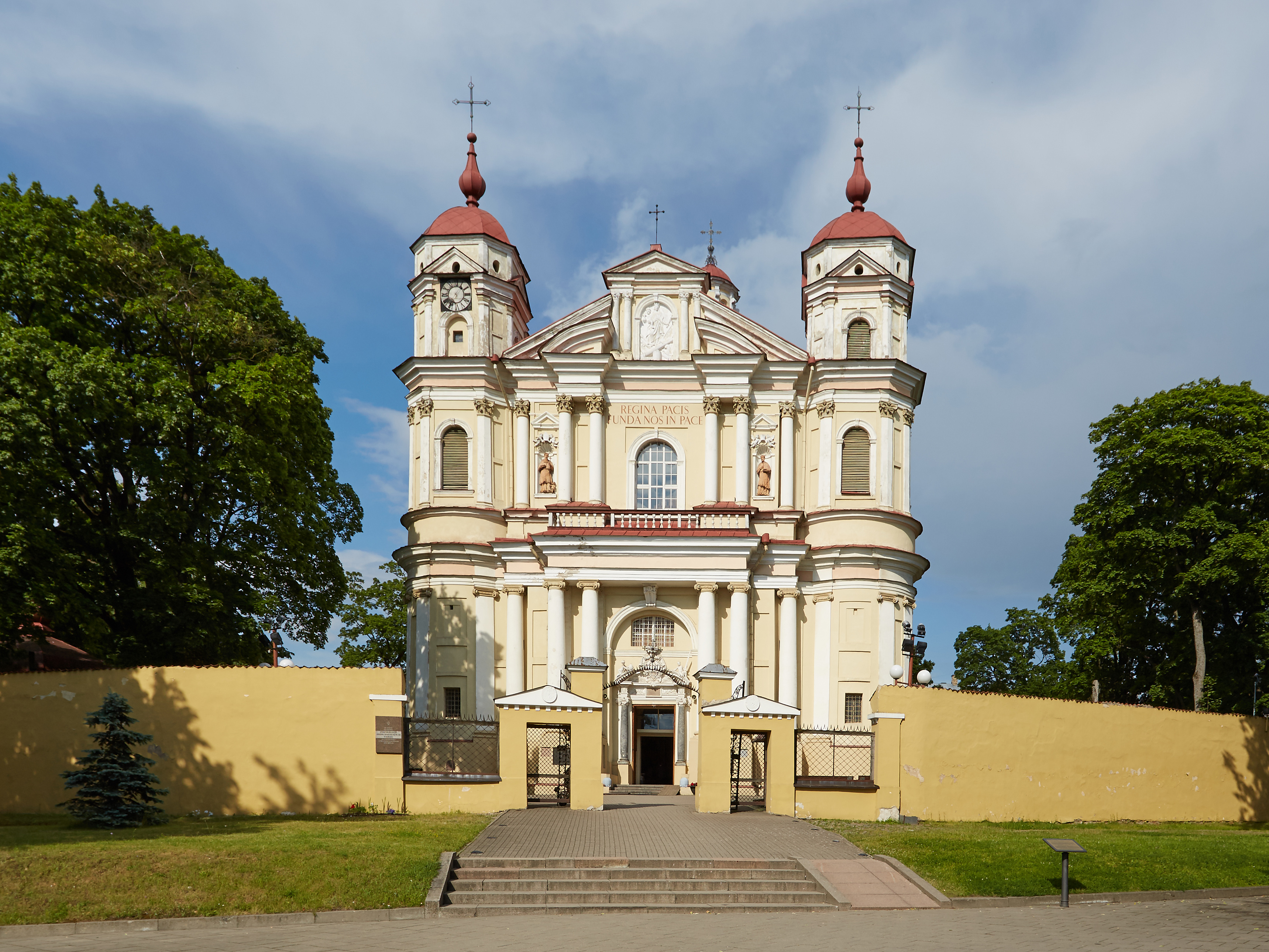
Kościół św. Piotra i Pawła na Antokolu w Wilnie
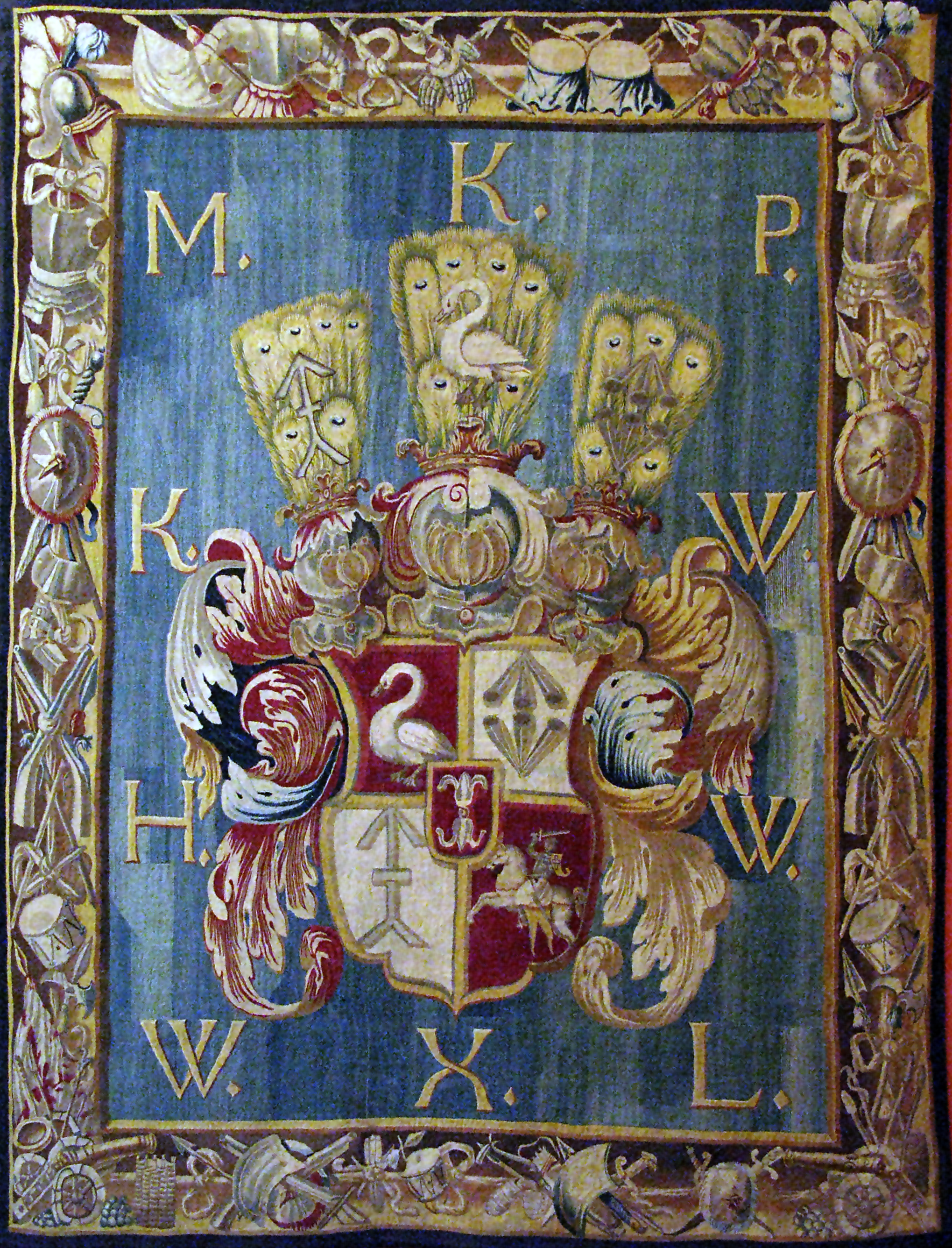
Tapiseria herbowa hetmana Paca
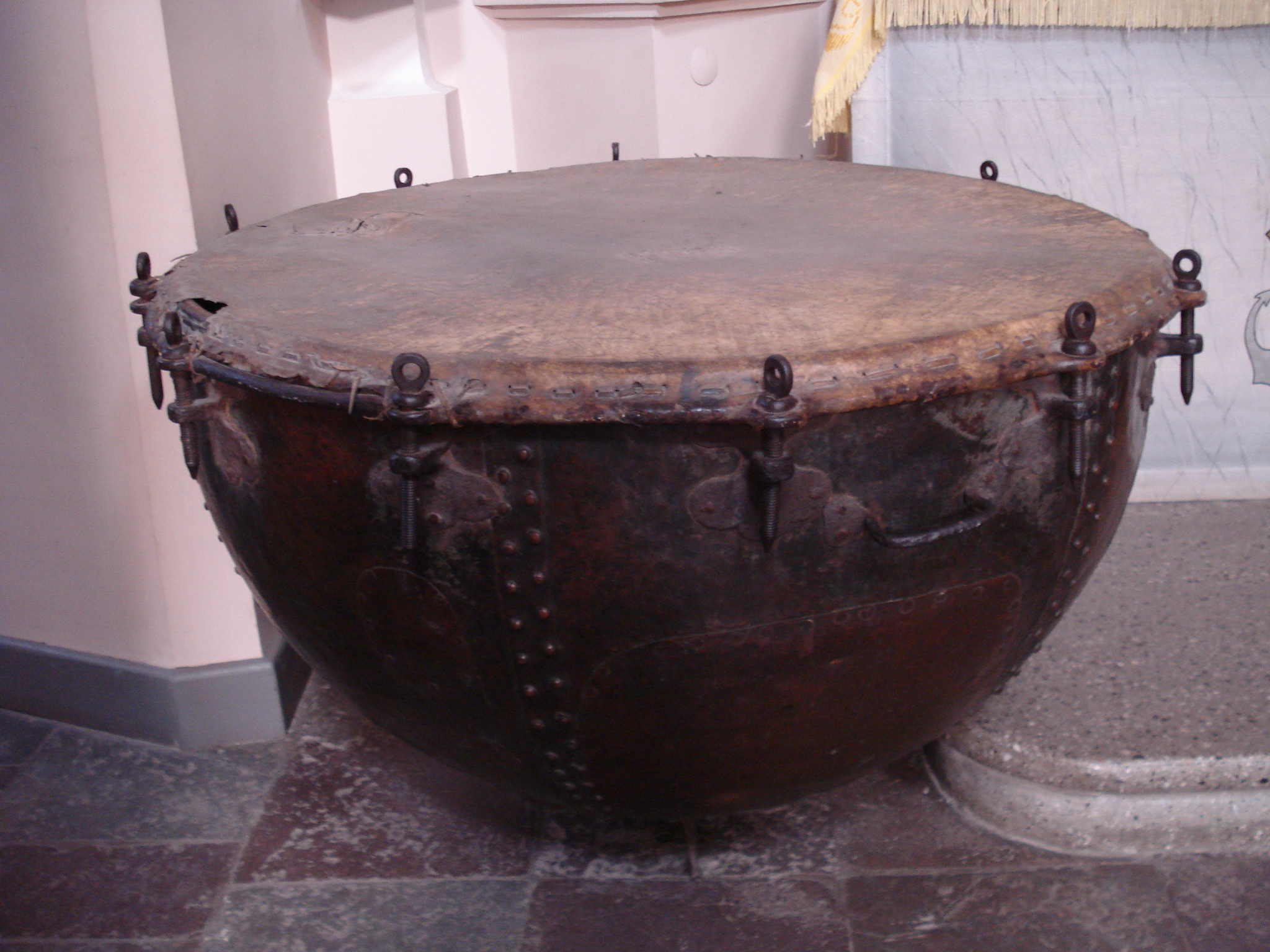
Bęben turecki - przypuszczalne trofeum hetmana z 1673 roku złożone jako pamiątka w kościele św. Piotra i Pawła
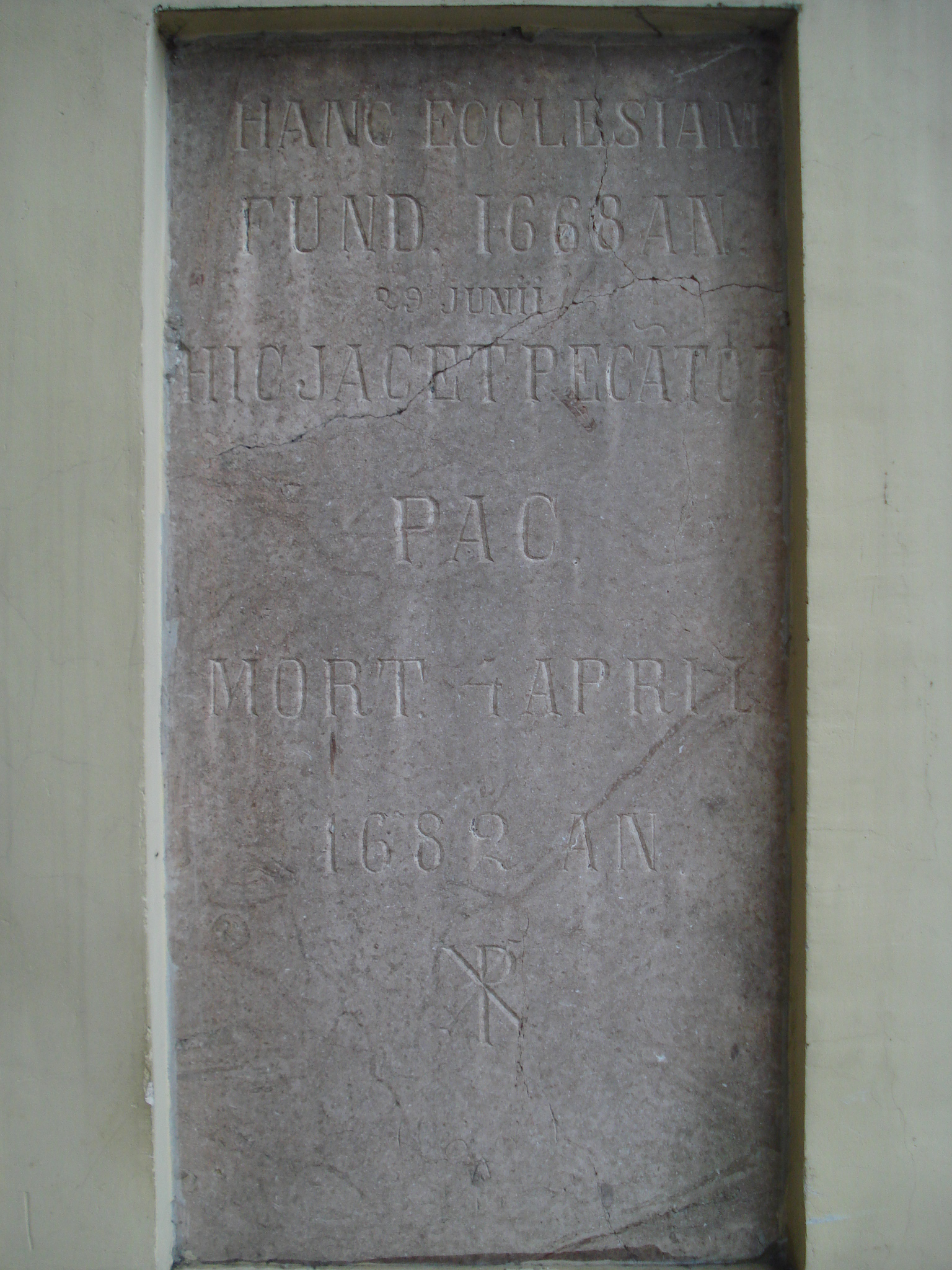
Tablica hetmana w kościele św. Piotra i Pawła

## Literatura
- Pacowie: materyjały historyczno-genealogiczne. pbc.biaman.pl. [zarchiwizowane z tego adresu (2021-12-03)]. / ułożone i wydane przez Józefa Wolffa. 1885, s. 123–137.
- Konrad Bobiatyński: Michał Kazimierz Pac - wojewoda wileński, hetman wielki litewski: działalność polityczno-wojskowa. Warszawa: wyd. Neriton, 2008. ISBN 978–83–7543-048-6.